# Gisen Satō
Gisen Satō (左藤義詮, Satō Gisen) fou un polític, buròcrata i clergue japonés. Va ser el 37é governador de la prefectura d'Osaka des de 1959 a 1971. A més d'això, també va ser membre de la Cambra de Representants del Japó des de 1946 a 1958, així com diversos càrrecs ministerials, com el de secretari de defensa. També va ser durant prop de 20 anys el cap d'un temple de la secta budista shinshii. El seu fill Megumi Satō ha estat ministre de correus i telecomunicacions, ministre de justícia i secretari de territori.

## Biografia
Gisen Satō va nàixer a la prefectura de Mie el 3 de juny de 1899. L'any 1924 Satô es graduà a la facultat de lletres de la Universitat Imperial de Kyoto. Després de fer estudis a Europa i els Estats Units, així com treballar en la docència universitària. L'abril del 1946 es va presentar a les eleccions generals sota el Partit Liberal del Japó per la circumscripció d'Osaka, aconseguint el càrrec de membre de la Cambra de Representants del Japó que mantindria fins al 1958. El mateix any ingresa al gabinet del Primer Ministre Nobusuke Kishi com a secretari de defensa així com altres càrrecs menors. L'any 1959, Satô va ser designat pel seu partit com a successor de Bunzō Akama al càrrec de governador d'Osaka. El mateix any guanya les eleccions i esdevé el 37é governador de la prefectura i el 2n elegit democràticament. Durant el mandat de Satô va tindre lloc la Exposició Universal de 1970 a Suita, Osaka. A les eleccions de 1971 on es presentava a la reelecció va resultar derrotat per Ryōichi Kuroda, candidat del PSJ i del PCJ. Gisen Satô va morir el 9 de gener de 1985 amb 86 anys.

## Condecoracions
- Orde del Tresor Sagrat de primera classe. (1971)

## Obres
- A Governor's Sermons, 1967.[4]